# Eleições presidenciais de 2016 em Coimbra

## Resultados Oficiais
| Candidato               | Candidato                | Votos   | %               |
| ----------------------- | ------------------------ | ------- | --------------- |
|                         | Marcelo Rebelo de Sousa  | 30 158  | 45,52 / 100,00  |
|                         | António Sampaio da Nóvoa | 17 413  | 26,28 / 100,00  |
|                         | Marisa Matias            | 10 276  | 15,51 / 100,00  |
|                         | Maria de Belém Roseira   | 4 729   | 4,12 / 100,00   |
|                         | Edgar Silva              | 1 923   | 2,90 / 100,00   |
|                         | Paulo de Morais          | 1 566   | 2,36 / 100,00   |
|                         | Vitorino Silva           | 1 330   | 2,01 / 100,00   |
|                         | Henrique Neto            | 602     | 0,91 / 100,00   |
|                         | Cândido Ferreira         | 139     | 0,21 / 100,00   |
|                         | Jorge Sequeira           | 116     | 0,18 / 100,00   |
| Votos Inválidos         | Votos Inválidos          | 1 380   | 2,04 / 100,00   |
| Total                   | Total                    | 67 632  | 100,00 / 100,00 |
| Eleitorado/Participação | Eleitorado/Participação  | 128 653 | 52,57 / 100,00  |

## Resultados por Freguesia
Os resultados dos candidatos por freguesia foram os seguintes:
| Freguesia                                      | %     | %     | %     | %    | %    | %    | %    | %    | %    | %    | Votantes |
| Freguesia                                      | MRS   | ASN   | MM    | MBR  | ES   | PM   | VS   | HN   | CF   | JS   | Votantes |
| ---------------------------------------------- | ----- | ----- | ----- | ---- | ---- | ---- | ---- | ---- | ---- | ---- | -------- |
| Almalaguês                                     | 40,63 | 22,68 | 27,04 | 4,08 | 2,32 | 1,27 | 1,27 | 0,35 | 0,28 | 0,07 | 1 444    |
| Antuzede e Vil de Matos                        | 39,86 | 27,88 | 19,11 | 4,70 | 2,51 | 1,33 | 3,29 | 0,70 | 0,39 | 0,23 | 1 307    |
| Assafarge e Antanhol                           | 45,23 | 24,80 | 18,82 | 2,72 | 2,02 | 2,35 | 2,77 | 0,78 | 0,25 | 0,25 | 2 492    |
| Brasfemes                                      | 36,42 | 28,02 | 19,72 | 4,63 | 3,77 | 3,02 | 3,23 | 0,75 | 0,32 | 0,11 | 945      |
| Ceira                                          | 41,29 | 26,60 | 18,83 | 4,79 | 3,43 | 1,62 | 2,46 | 0,65 | 0,26 | 0,06 | 1 579    |
| Cernache                                       | 42,13 | 24,66 | 19,70 | 5,06 | 2,33 | 2,63 | 2,48 | 0,61 | 0,10 | 0,30 | 2 019    |
| Eiras e São Paulo de Frades                    | 43,38 | 25,88 | 16,77 | 4,69 | 3,49 | 2,66 | 2,03 | 0,69 | 0,22 | 0,19 | 7 884    |
| Santa Clara e Castelo Viegas                   | 45,84 | 25,07 | 16,66 | 3,99 | 2,84 | 2,26 | 2,19 | 0,79 | 0,18 | 0,18 | 5 669    |
| Santo António dos Olivais                      | 48,61 | 27,27 | 12,36 | 3,10 | 2,55 | 2,88 | 1,46 | 1,41 | 0,20 | 0,15 | 20 483   |
| São João do Campo                              | 40,46 | 27,55 | 16,80 | 3,90 | 6,45 | 1,34 | 2,69 | 0,40 | 0,13 | 0,27 | 760      |
| São Martinho de Árvore e Lamarosa              | 50,09 | 19,74 | 17,09 | 4,44 | 2,82 | 1,71 | 2,74 | 0,60 | 0,51 | 0,26 | 1 192    |
| São Martinho do Bispo e Ribeira de Frades      | 44,01 | 26,47 | 16,47 | 4,66 | 3,10 | 2,19 | 2,10 | 0,61 | 0,16 | 0,23 | 7 174    |
| São Silvestre                                  | 44,51 | 27,43 | 16,02 | 3,63 | 2,92 | 1,68 | 2,92 | 0,62 | 0,27 | 0    | 1 147    |
| Sé Nova, Santa Cruz, Almedina e São Bartolomeu | 49,52 | 25,46 | 12,98 | 3,64 | 3,22 | 2,19 | 1,59 | 1,10 | 0,15 | 0,14 | 6 653    |
| Souselas e Botão                               | 44,78 | 25,62 | 14,53 | 6,85 | 2,81 | 1,97 | 2,86 | 0,34 | 0,15 | 0,10 | 2 077    |
| Taveiro, Ameal e Arzila                        | 37,62 | 30,77 | 17,30 | 5,77 | 2,88 | 2,04 | 2,39 | 0,60 | 0,45 | 0,20 | 2 056    |
| Torres do Mondego                              | 41,53 | 27,44 | 16,75 | 6,43 | 3,50 | 0,95 | 2,37 | 0,47 | 0,19 | 0,38 | 1 081    |
| Trouxemil e Torre de Vilela                    | 42,36 | 25,29 | 18,05 | 6,81 | 2,58 | 1,47 | 2,82 | 0,25 | 0,18 | 0,18 | 1 670    |
| Coimbra                                        | 45,52 | 26,28 | 15,51 | 4,12 | 2,90 | 2,36 | 2,01 | 0,91 | 0,21 | 0,18 | 67 632   |

#### Almalaguês
| Candidato               | Candidato                | Votos | %               |
| ----------------------- | ------------------------ | ----- | --------------- |
|                         | Marcelo Rebelo de Sousa  | 577   | 40,63 / 100,00  |
|                         | Marisa Matias            | 384   | 27,04 / 100,00  |
|                         | António Sampaio da Nóvoa | 322   | 22,68 / 100,00  |
|                         | Maria de Belém Roseira   | 58    | 4,08 / 100,00   |
|                         | Edgar Silva              | 33    | 2,32 / 100,00   |
|                         | Paulo de Morais          | 18    | 1,27 / 100,00   |
|                         | Vitorino Silva           | 18    | 1,27 / 100,00   |
|                         | Henrique Neto            | 5     | 0,35 / 100,00   |
|                         | Cândido Ferreira         | 4     | 0,28 / 100,00   |
|                         | Jorge Sequeira           | 1     | 0,07 / 100,00   |
| Votos Inválidos         | Votos Inválidos          | 24    | 1,66 / 100,00   |
| Total                   | Total                    | 180   | 100,00 / 100,00 |
| Eleitorado/Participação | Eleitorado/Participação  | 302   | 59,60 / 100,00  |

#### Antuzede e Vil de Matos
| Candidato               | Candidato                | Votos | %               |
| ----------------------- | ------------------------ | ----- | --------------- |
|                         | Marcelo Rebelo de Sousa  | 509   | 39,86 / 100,00  |
|                         | António Sampaio da Nóvoa | 356   | 27,88 / 100,00  |
|                         | Marisa Matias            | 244   | 19,11 / 100,00  |
|                         | Maria de Belém Roseira   | 60    | 4,70 / 100,00   |
|                         | Vitorino Silva           | 42    | 3,29 / 100,00   |
|                         | Edgar Silva              | 32    | 2,51 / 100,00   |
|                         | Paulo de Morais          | 17    | 1,33 / 100,00   |
|                         | Henrique Neto            | 9     | 0,70 / 100,00   |
|                         | Cândido Ferreira         | 5     | 0,39 / 100,00   |
|                         | Jorge Sequeira           | 3     | 0,23 / 100,00   |
| Votos Inválidos         | Votos Inválidos          | 30    | 2,30 / 100,00   |
| Total                   | Total                    | 1 307 | 100,00 / 100,00 |
| Eleitorado/Participação | Eleitorado/Participação  | 2 758 | 47,39 / 100,00  |

#### Assafarge e Antanhol
| Candidato               | Candidato                | Votos | %               |
| ----------------------- | ------------------------ | ----- | --------------- |
|                         | Marcelo Rebelo de Sousa  | 1 096 | 45,23 / 100,00  |
|                         | António Sampaio da Nóvoa | 601   | 24,80 / 100,00  |
|                         | Marisa Matias            | 456   | 18,82 / 100,00  |
|                         | Vitorino Silva           | 67    | 2,77 / 100,00   |
|                         | Maria de Belém Roseira   | 66    | 2,72 / 100,00   |
|                         | Paulo de Morais          | 57    | 2,35 / 100,00   |
|                         | Edgar Silva              | 49    | 2,02 / 100,00   |
|                         | Henrique Neto            | 19    | 0,78 / 100,00   |
|                         | Cândido Ferreira         | 6     | 0,25 / 100,00   |
|                         | Jorge Sequeira           | 6     | 0,25 / 100,00   |
| Votos Inválidos         | Votos Inválidos          | 69    | 2,77 / 100,00   |
| Total                   | Total                    | 2 492 | 100,00 / 100,00 |
| Eleitorado/Participação | Eleitorado/Participação  | 4 531 | 55,00 / 100,00  |

#### Brasfemes
| Candidato               | Candidato                | Votos | %               |
| ----------------------- | ------------------------ | ----- | --------------- |
|                         | Marcelo Rebelo de Sousa  | 338   | 36,42 / 100,00  |
|                         | António Sampaio da Nóvoa | 260   | 28,02 / 100,00  |
|                         | Marisa Matias            | 183   | 19,72 / 100,00  |
|                         | Maria de Belém Roseira   | 43    | 4,63 / 100,00   |
|                         | Edgar Silva              | 35    | 3,77 / 100,00   |
|                         | Vitorino Silva           | 30    | 3,23 / 100,00   |
|                         | Paulo de Morais          | 28    | 3,02 / 100,00   |
|                         | Henrique Neto            | 7     | 0,75 / 100,00   |
|                         | Cândido Ferreira         | 3     | 0,32 / 100,00   |
|                         | Jorge Sequeira           | 1     | 0,11 / 100,00   |
| Votos Inválidos         | Votos Inválidos          | 17    | 1,79 / 100,00   |
| Total                   | Total                    | 945   | 100,00 / 100,00 |
| Eleitorado/Participação | Eleitorado/Participação  | 1 757 | 53,78 / 100,00  |

#### Ceira
| Candidato               | Candidato                | Votos | %               |
| ----------------------- | ------------------------ | ----- | --------------- |
|                         | Marcelo Rebelo de Sousa  | 638   | 41,29 / 100,00  |
|                         | António Sampaio da Nóvoa | 411   | 26,60 / 100,00  |
|                         | Marisa Matias            | 291   | 18,83 / 100,00  |
|                         | Maria de Belém Roseira   | 74    | 4,79 / 100,00   |
|                         | Edgar Silva              | 53    | 3,43 / 100,00   |
|                         | Vitorino Silva           | 38    | 2,46 / 100,00   |
|                         | Paulo de Morais          | 25    | 1,62 / 100,00   |
|                         | Henrique Neto            | 10    | 0,65 / 100,00   |
|                         | Cândido Ferreira         | 4     | 0,26 / 100,00   |
|                         | Jorge Sequeira           | 1     | 0,06 / 100,00   |
| Votos Inválidos         | Votos Inválidos          | 34    | 2,15 / 100,00   |
| Total                   | Total                    | 1 579 | 100,00 / 100,00 |
| Eleitorado/Participação | Eleitorado/Participação  | 3 384 | 46,66 / 100,00  |

#### Cernache
| Candidato               | Candidato                | Votos | %               |
| ----------------------- | ------------------------ | ----- | --------------- |
|                         | Marcelo Rebelo de Sousa  | 832   | 42,13 / 100,00  |
|                         | António Sampaio da Nóvoa | 487   | 24,66 / 100,00  |
|                         | Marisa Matias            | 389   | 19,70 / 100,00  |
|                         | Maria de Belém Roseira   | 100   | 5,06 / 100,00   |
|                         | Paulo de Morais          | 52    | 2,63 / 100,00   |
|                         | Vitorino Silva           | 49    | 2,48 / 100,00   |
|                         | Edgar Silva              | 46    | 2,33 / 100,00   |
|                         | Henrique Neto            | 12    | 0,61 / 100,00   |
|                         | Jorge Sequeira           | 6     | 0,30 / 100,00   |
|                         | Cândido Ferreira         | 2     | 0,10 / 100,00   |
| Votos Inválidos         | Votos Inválidos          | 44    | 2,18 / 100,00   |
| Total                   | Total                    | 2 019 | 100,00 / 100,00 |
| Eleitorado/Participação | Eleitorado/Participação  | 3 518 | 57,39 / 100,00  |

#### Coimbra
| Candidato               | Candidato                | Votos  | %               |
| ----------------------- | ------------------------ | ------ | --------------- |
|                         | Marcelo Rebelo de Sousa  | 3 234  | 49,52 / 100,00  |
|                         | António Sampaio da Nóvoa | 1 663  | 25,46 / 100,00  |
|                         | Marisa Matias            | 848    | 12,98 / 100,00  |
|                         | Maria de Belém Roseira   | 238    | 3,64 / 100,00   |
|                         | Edgar Silva              | 210    | 3,22 / 100,00   |
|                         | Paulo de Morais          | 143    | 2,19 / 100,00   |
|                         | Vitorino Silva           | 104    | 1,59 / 100,00   |
|                         | Henrique Neto            | 72     | 1,10 / 100,00   |
|                         | Cândido Ferreira         | 10     | 0,15 / 100,00   |
|                         | Jorge Sequeira           | 9      | 0,14 / 100,00   |
| Votos Inválidos         | Votos Inválidos          | 122    | 1,84 / 100,00   |
| Total                   | Total                    | 6 653  | 100,00 / 100,00 |
| Eleitorado/Participação | Eleitorado/Participação  | 13 196 | 50,42 / 100,00  |

#### Eiras e São Paulo de Frades
| Candidato               | Candidato                | Votos  | %               |
| ----------------------- | ------------------------ | ------ | --------------- |
|                         | Marcelo Rebelo de Sousa  | 3 348  | 43,38 / 100,00  |
|                         | António Sampaio da Nóvoa | 1 997  | 25,88 / 100,00  |
|                         | Marisa Matias            | 1 294  | 16,77 / 100,00  |
|                         | Maria de Belém Roseira   | 362    | 4,69 / 100,00   |
|                         | Edgar Silva              | 269    | 3,49 / 100,00   |
|                         | Paulo de Morais          | 205    | 2,66 / 100,00   |
|                         | Vitorino Silva           | 157    | 2,03 / 100,00   |
|                         | Henrique Neto            | 53     | 0,69 / 100,00   |
|                         | Cândido Ferreira         | 17     | 0,22 / 100,00   |
|                         | Jorge Sequeira           | 15     | 0,19 / 100,00   |
| Votos Inválidos         | Votos Inválidos          | 167    | 2,12 / 100,00   |
| Total                   | Total                    | 7 884  | 100,00 / 100,00 |
| Eleitorado/Participação | Eleitorado/Participação  | 15 732 | 50,11 / 100,00  |

#### Santa Clara e Castelo Viegas
| Candidato               | Candidato                | Votos  | %               |
| ----------------------- | ------------------------ | ------ | --------------- |
|                         | Marcelo Rebelo de Sousa  | 2 551  | 45,84 / 100,00  |
|                         | António Sampaio da Nóvoa | 1 395  | 25,07 / 100,00  |
|                         | Marisa Matias            | 927    | 16,66 / 100,00  |
|                         | Maria de Belém Roseira   | 222    | 3,99 / 100,00   |
|                         | Edgar Silva              | 158    | 2,84 / 100,00   |
|                         | Paulo de Morais          | 126    | 2,26 / 100,00   |
|                         | Vitorino Silva           | 122    | 2,16 / 100,00   |
|                         | Henrique Neto            | 44     | 0,79 / 100,00   |
|                         | Cândido Ferreira         | 10     | 0,18 / 100,00   |
|                         | Jorge Sequeira           | 10     | 0,18 / 100,00   |
| Votos Inválidos         | Votos Inválidos          | 104    | 1,83 / 100,00   |
| Total                   | Total                    | 5 669  | 100,00 / 100,00 |
| Eleitorado/Participação | Eleitorado/Participação  | 10 661 | 53,18 / 100,00  |

#### Santo António dos Olivais
| Candidato               | Candidato                | Votos  | %               |
| ----------------------- | ------------------------ | ------ | --------------- |
|                         | Marcelo Rebelo de Sousa  | 9 751  | 48,61 / 100,00  |
|                         | António Sampaio da Nóvoa | 5 470  | 27,27 / 100,00  |
|                         | Marisa Matias            | 2 480  | 12,36 / 100,00  |
|                         | Maria de Belém Roseira   | 622    | 3,10 / 100,00   |
|                         | Paulo de Morais          | 577    | 2,88 / 100,00   |
|                         | Edgar Silva              | 512    | 2,55 / 100,00   |
|                         | Vitorino Silva           | 293    | 1,46 / 100,00   |
|                         | Henrique Neto            | 283    | 1,41 / 100,00   |
|                         | Cândido Ferreira         | 40     | 0,20 / 100,00   |
|                         | Jorge Sequeira           | 30     | 0,15 / 100,00   |
| Votos Inválidos         | Votos Inválidos          | 425    | 2,08 / 100,00   |
| Total                   | Total                    | 20 483 | 100,00 / 100,00 |
| Eleitorado/Participação | Eleitorado/Participação  | 35 618 | 57,51 / 100,00  |

#### São João do Campo
| Candidato               | Candidato                | Votos | %               |
| ----------------------- | ------------------------ | ----- | --------------- |
|                         | Marcelo Rebelo de Sousa  | 301   | 40,46 / 100,00  |
|                         | António Sampaio da Nóvoa | 205   | 27,55 / 100,00  |
|                         | Marisa Matias            | 125   | 16,80 / 100,00  |
|                         | Edgar Silva              | 48    | 6,45 / 100,00   |
|                         | Maria de Belém Roseira   | 29    | 3,90 / 100,00   |
|                         | Vitorino Silva           | 20    | 2,69 / 100,00   |
|                         | Paulo de Morais          | 10    | 1,34 / 100,00   |
|                         | Henrique Neto            | 3     | 0,40 / 100,00   |
|                         | Jorge Sequeira           | 2     | 0,27 / 100,00   |
|                         | Cândido Ferreira         | 1     | 0,13 / 100,00   |
| Votos Inválidos         | Votos Inválidos          | 16    | 2,11 / 100,00   |
| Total                   | Total                    | 760   | 100,00 / 100,00 |
| Eleitorado/Participação | Eleitorado/Participação  | 1 815 | 41,87 / 100,00  |

#### São Martinho de Árvore e Lamarosa
| Candidato               | Candidato                | Votos | %               |
| ----------------------- | ------------------------ | ----- | --------------- |
|                         | Marcelo Rebelo de Sousa  | 586   | 50,09 / 100,00  |
|                         | António Sampaio da Nóvoa | 231   | 19,74 / 100,00  |
|                         | Marisa Matias            | 200   | 17,09 / 100,00  |
|                         | Maria de Belém Roseira   | 52    | 4,44 / 100,00   |
|                         | Edgar Silva              | 33    | 2,82 / 100,00   |
|                         | Vitorino Silva           | 32    | 2,74 / 100,00   |
|                         | Paulo de Morais          | 20    | 1,71 / 100,00   |
|                         | Henrique Neto            | 7     | 0,60 / 100,00   |
|                         | Cândido Ferreira         | 6     | 0,51 / 100,00   |
|                         | Jorge Sequeira           | 3     | 0,26 / 100,00   |
| Votos Inválidos         | Votos Inválidos          | 22    | 1,84 / 100,00   |
| Total                   | Total                    | 1 192 | 100,00 / 100,00 |
| Eleitorado/Participação | Eleitorado/Participação  | 2 719 | 43,84 / 100,00  |

#### São Martinho do Bispo e Ribeira de Frades
| Candidato               | Candidato                | Votos  | %               |
| ----------------------- | ------------------------ | ------ | --------------- |
|                         | Marcelo Rebelo de Sousa  | 3 099  | 44,01 / 100,00  |
|                         | António Sampaio da Nóvoa | 1 864  | 26,47 / 100,00  |
|                         | Marisa Matias            | 1 160  | 16,47 / 100,00  |
|                         | Maria de Belém Roseira   | 328    | 4,66 / 100,00   |
|                         | Edgar Silva              | 218    | 3,10 / 100,00   |
|                         | Paulo de Morais          | 154    | 2,19 / 100,00   |
|                         | Vitorino Silva           | 148    | 2,10 / 100,00   |
|                         | Henrique Neto            | 43     | 0,61 / 100,00   |
|                         | Jorge Sequeira           | 16     | 0,23 / 100,00   |
|                         | Cândido Ferreira         | 11     | 0,16 / 100,00   |
| Votos Inválidos         | Votos Inválidos          | 133    | 1,85 / 100,00   |
| Total                   | Total                    | 7 174  | 100,00 / 100,00 |
| Eleitorado/Participação | Eleitorado/Participação  | 14 039 | 51,10 / 100,00  |

#### São Silvestre
| Candidato               | Candidato                | Votos | %               |
| ----------------------- | ------------------------ | ----- | --------------- |
|                         | Marcelo Rebelo de Sousa  | 503   | 44,51 / 100,00  |
|                         | António Sampaio da Nóvoa | 310   | 27,43 / 100,00  |
|                         | Marisa Matias            | 181   | 16,02 / 100,00  |
|                         | Maria de Belém Roseira   | 41    | 3,63 / 100,00   |
|                         | Edgar Silva              | 33    | 2,92 / 100,00   |
|                         | Paulo de Morais          | 33    | 2,92 / 100,00   |
|                         | Vitorino Silva           | 19    | 1,68 / 100,00   |
|                         | Henrique Neto            | 7     | 0,62 / 100,00   |
|                         | Cândido Ferreira         | 3     | 0,27 / 100,00   |
|                         | Jorge Sequeira           | 0     | 0,00 / 100,00   |
| Votos Inválidos         | Votos Inválidos          | 17    | 1,48 / 100,00   |
| Total                   | Total                    | 1 147 | 100,00 / 100,00 |
| Eleitorado/Participação | Eleitorado/Participação  | 2 656 | 43,19 / 100,00  |

#### Souselas e Botão
| Candidato               | Candidato                | Votos | %               |
| ----------------------- | ------------------------ | ----- | --------------- |
|                         | Marcelo Rebelo de Sousa  | 909   | 44,78 / 100,00  |
|                         | António Sampaio da Nóvoa | 520   | 25,62 / 100,00  |
|                         | Marisa Matias            | 295   | 14,53 / 100,00  |
|                         | Maria de Belém Roseira   | 139   | 6,85 / 100,00   |
|                         | Vitorino Silva           | 58    | 2,86 / 100,00   |
|                         | Edgar Silva              | 57    | 2,81 / 100,00   |
|                         | Paulo de Morais          | 40    | 1,97 / 100,00   |
|                         | Henrique Neto            | 7     | 0,34 / 100,00   |
|                         | Cândido Ferreira         | 3     | 0,15 / 100,00   |
|                         | Jorge Sequeira           | 2     | 0,10 / 100,00   |
| Votos Inválidos         | Votos Inválidos          | 47    | 2,27 / 100,00   |
| Total                   | Total                    | 2 077 | 100,00 / 100,00 |
| Eleitorado/Participação | Eleitorado/Participação  | 4 285 | 48,47 / 100,00  |

#### Taveiro, Ameal e Arzila
| Candidato               | Candidato                | Votos | %               |
| ----------------------- | ------------------------ | ----- | --------------- |
|                         | Marcelo Rebelo de Sousa  | 757   | 37,62 / 100,00  |
|                         | António Sampaio da Nóvoa | 619   | 30,77 / 100,00  |
|                         | Marisa Matias            | 348   | 17,30 / 100,00  |
|                         | Maria de Belém Roseira   | 116   | 5,77 / 100,00   |
|                         | Edgar Silva              | 58    | 2,88 / 100,00   |
|                         | Vitorino Silva           | 48    | 2,39 / 100,00   |
|                         | Paulo de Morais          | 41    | 2,04 / 100,00   |
|                         | Henrique Neto            | 12    | 0,60 / 100,00   |
|                         | Cândido Ferreira         | 9     | 0,45 / 100,00   |
|                         | Jorge Sequeira           | 4     | 0,20 / 100,00   |
| Votos Inválidos         | Votos Inválidos          | 44    | 2,14 / 100,00   |
| Total                   | Total                    | 2 056 | 100,00 / 100,00 |
| Eleitorado/Participação | Eleitorado/Participação  | 3 779 | 54,41 / 100,00  |

#### Torres do Mondego
| Candidato               | Candidato                | Votos | %               |
| ----------------------- | ------------------------ | ----- | --------------- |
|                         | Marcelo Rebelo de Sousa  | 439   | 41,53 / 100,00  |
|                         | António Sampaio da Nóvoa | 290   | 27,44 / 100,00  |
|                         | Marisa Matias            | 177   | 16,75 / 100,00  |
|                         | Maria de Belém Roseira   | 68    | 6,43 / 100,00   |
|                         | Edgar Silva              | 37    | 3,50 / 100,00   |
|                         | Vitorino Silva           | 25    | 2,37 / 100,00   |
|                         | Paulo de Morais          | 10    | 0,95 / 100,00   |
|                         | Henrique Neto            | 5     | 0,47 / 100,00   |
|                         | Jorge Sequeira           | 4     | 0,38 / 100,00   |
|                         | Cândido Ferreira         | 2     | 0,19 / 100,00   |
| Votos Inválidos         | Votos Inválidos          | 24    | 2,22 / 100,00   |
| Total                   | Total                    | 1 081 | 100,00 / 100,00 |
| Eleitorado/Participação | Eleitorado/Participação  | 2 077 | 52,05 / 100,00  |

#### Trouxemil e Torre de Vilela
| Candidato               | Candidato                | Votos | %               |
| ----------------------- | ------------------------ | ----- | --------------- |
|                         | Marcelo Rebelo de Sousa  | 690   | 42,36 / 100,00  |
|                         | António Sampaio da Nóvoa | 412   | 25,29 / 100,00  |
|                         | Marisa Matias            | 294   | 18,05 / 100,00  |
|                         | Maria de Belém Roseira   | 111   | 6,81 / 100,00   |
|                         | Vitorino Silva           | 46    | 2,82 / 100,00   |
|                         | Edgar Silva              | 42    | 2,58 / 100,00   |
|                         | Paulo de Morais          | 24    | 1,47 / 100,00   |
|                         | Henrique Neto            | 4     | 0,25 / 100,00   |
|                         | Cândido Ferreira         | 3     | 0,18 / 100,00   |
|                         | Jorge Sequeira           | 3     | 0,18 / 100,00   |
| Votos Inválidos         | Votos Inválidos          | 41    | 2,46 / 100,00   |
| Total                   | Total                    | 1 670 | 100,00 / 100,00 |
| Eleitorado/Participação | Eleitorado/Participação  | 3 404 | 49,06 / 100,00  |